# Sergio Alcover
Sergio Alcover (4 de agosto de 1981, Valencia) es un coreógrafo y director artístico español.

## Biografía
De padre ecuatoguineano y madre valenciana, Alcover estudió canto, interpretación y armonía vocal. En 1994 comenzó su carrera profesional como bailarín de hip hop y breakdance, alternando esta formación con clases regulares de canto e interpretación.
En 2004 formó el dúo Jamming, con el que grabó varios temas y actuó en varios locales valencianos. Un año más tarde comenzó a trabajar en Fama -musical que ha perdurado a lo largo de varias temporadas- en la piel de Joe Vegas donde recibió excelentes críticas. Además, ha actuado con IN-FAME, grupo vocal que formó con otros miembros del musical.
En el año 2006 compagina la gira del musical con su faceta de presentador del programa Mangápolis en la recién estrenada TV  La Sexta.
En 2008 se convierte en el profesor de street-dance de la escuela de Fama (Cuatro), junto a Marbelys Zamora, Rafa Méndez, Lola González y Víctor Ullate. 
Además, el 8 de abril de ese año salió a la venta su primer disco: Sergio Rock, con el single Superbad sister, que tiene como base Ring my bell de Anita Ward debutando en el número 26 de las listas de ventas.
En 2009 sale a la venta su primer DVD para enseñar a bailar breakdance mediante su masterclass y tutorial, entrevistas y galerías de fotos, ocupando el número 2 de ventas en España durante varias semanas. 
En el año 2009 fue el encargado junto con Tony Aguilar de retransmitir en directo en Cuatro el funeral de Michael Jackson. Ese año realiza también un papel episódico en la serie de Cuatro Cuestión de Sexo y realiza un monólogo en Saturday Night Live. En el año 2010 entra a formar parte del equipo artístico de Miguel Bosé en calidad de coreógrafo y se encarga de preparar los tours Cardio y Papitwo del citado artista con el que recorre algunos países de América Latina y varias ciudades españolas. 
También colabora con Ana Torroja en los premios Cadena 100. Ese mismo año también es seleccionado para entregar un premio internacional en la gala de Los premios 40 principales.
También en 2012 ha participado en el canal Disney Channel , siendo parte del jurado del concurso Shake It Up: Vamos a bailar. 
También en el mismo año, participa como DJ en el programa Dando la nota. 
En el año 2011 funda la escuela de artes escénicas Edae Sergio Alcover para formar a nuevos artistas en el ámbito de la danza y el teatro musical, donde se convierte en director de la misma. 
Más tarde colabora como imagen en la campaña de Atresmedia TV "El estirón " para la cual compone la canción "Muévete" junto con Xriz y su equipo de producción. 
En 2013 celebra la segunda edición junto con Atresmedia de los Campamentos especializados en baile "Muévete con Edae" en 4 puntos diferentes de la geografía española convirtiéndolo en un gran éxito sin precedentes en el sector, al cual acuden más de 1.400 personas.
El 4 de mayo se anuncia su participación como concursante en el nuevo programa Me lo dices o me lo cantas de Telecinco.
En otoño de 2018 participará en el nuevo talent show Family Dúo de À Punt como juez del concurso.
En mayo de 2025 aparece en Tu cara me suena de Antena 3, acompañando a Goyo Jiménez imitando a El Alfa y N-fasis con el tema "Este". 

## Televisión
Televisión
- Mangápolis (2006) en La Sexta.
- Fama, ¡a bailar!, (2008 - 2011) en Cuatro.
- Cuestión de Sexo (2009) en Cuatro.
- Saturday Night Live (2009) en Cuatro.
- Shake It Up: Vamos a bailar (2012) en Antena 3.
- Dando la nota (2012) en Disney Channel.
- Pequeños gigantes (2015) en Telecinco.
- Me lo dices o me lo cantas (2017) en Telecinco.
- Family Dúo (2018-2019) en À Punt.
- Adivina qué hago esta noche (2019) en Cuatro.
- Tu cara me suena (2025) en Antena 3.